# Gazaoua
Gazaoua (auch: Gazawa) ist eine Landgemeinde und der Hauptort des gleichnamigen Departements Gazaoua in Niger.

## Geographie

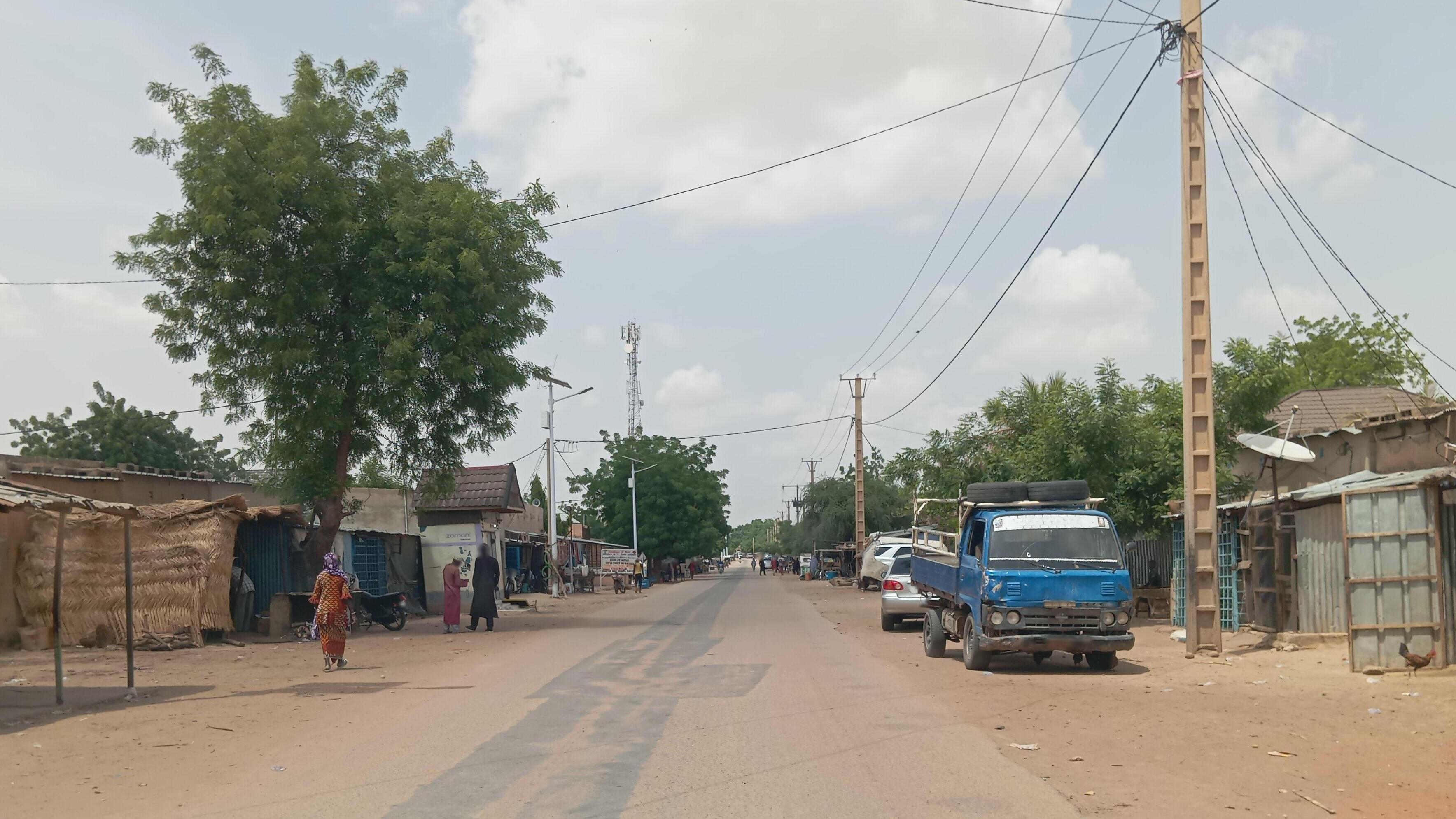
Straßenszene in Gazaoua (2024)

Gazaoua liegt in der Großlandschaft Sudan und grenzt im Süden an der Nachbarstaat Nigeria. Die Nachbargemeinden in Niger sind Koona und Maïjirgui im Norden, Hawandawaki und Korgom im Osten sowie Aguié und Gangara im Westen. Bei den Siedlungen im Gemeindegebiet handelt es sich um 60 Dörfer, 92 Weiler und zwei Lager. Der Hauptort der Landgemeinde ist Gazaoua.
Landschaftlich ist die Gemeinde relativ flach und von artenreichen Parklandschaften geprägt. Hier gedeihen Anabäume, Arabische Gummi-Akazien, Bauhinia rufescens, Gummiarabikumbäume, Doumpalmen, Lannea fruticosa, Parinari macrophylla, Piliostigma reticulatum und Wüstendatteln. Im südlichen Teil der Gemeinde gibt es Sanddünen. In Gazaoua mündet das Trockental Goulbi May Farou in das Trockental Goulbi El Fadama. Mehrere kleine Teiche, darunter einer beim Hauptort, dienen als Viehtränken, der Ziegelherstellung und zur Bewässerung von Gärtnereien. Die Trockenzeit in Gazaoua dauert von Oktober bis Mai, die Regenzeit von Juni bis Oktober. Die jährlichen Niederschlagsmengen variieren stark.

## Geschichte

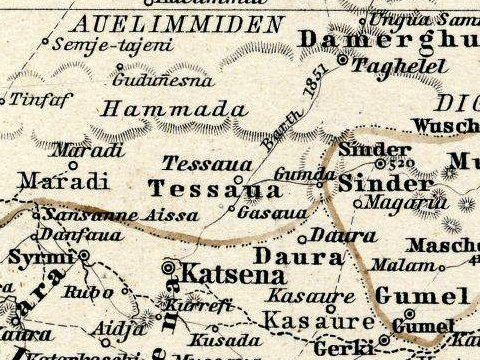
Gazaoua („Gasaua“) in Stielers Hand-Atlas (1891)

Der Ortsname Gazaoua leitet sich von Gazaoui her, dem Personennamen des Ortsgründers. Gazaoua und Maradi waren die Ziele von Flüchtlingen aus Katsina, nachdem die Fulbe Katsina im Jahr 1812 endgültig besiegt hatten. Während Maradi sich zunächst der Oberherrschaft der Fulbe unterordnen musste, konnten die Katsina-Flüchtlinge in Gazaoua von Beginn an alle Angriffe der Fulbe abwehren. In den 1850er Jahren besuchte der deutsche Afrikaforscher Heinrich Barth den Ort.
Die französische Forschungs- und Militärexpedition Mission Foureau-Lamy hielt sich von 24. bis 29. November 1899 in Gazaoua auf. Der Ort fiel Anfang des 20. Jahrhunderts dauerhaft an Frankreich. Der Markt von Gazaoua war einer der kleinen Märkte in der Region, die damals von der französischen Verwaltung zugelassen wurden.
Niger wurde 1960 unabhängig. Im Jahr 1964 gliederte eine Verwaltungsreform den Staat in 32 Arrondissements, die Vorläufer der späteren Departements. Gazaoua wurde dem neu geschaffenen Arrondissement Tessaoua (dem späteren Departement Tessaoua) zugeschlagen und erhielt den Status eines Verwaltungspostens (poste administratif) im Gebiet des Arrondissements. Verwaltungsposten waren besondere Gebietseinheiten eine Ebene unterhalb von Arrondissements, die als eine Art Vorstufe zu einer späteren Umwandlung in ein eigenes Arrondissement galten. Dies wurde im Fall von Gazaoua zunächst nicht umgesetzt, die Gemeinde verblieb bei Tessaoua. Später wurde Aguié einschließlich Gazaoua als Departement aus Tessaoua herausgelöst. Eine Verwaltungsebene unterhalb der Departements gehörte Gazaoua zum Kanton Aguié. Im Jahr 2002 wurde Gazaoua als im Zuge einer weiteren Verwaltungsreform als eigenständige Landgemeinde aus dem Kanton Aguié herausgelöst. Bei der Flutkatastrophe in West- und Zentralafrika 2010 wurden 1881 Einwohner von Gazaoua als Katastrophenopfer eingestuft. Der Verwaltungsposten von Gazaoua wurde schließlich 2011 aus dem Departement Aguié herausgelöst und zum Departement Gazaoua erhoben.

## Bevölkerung

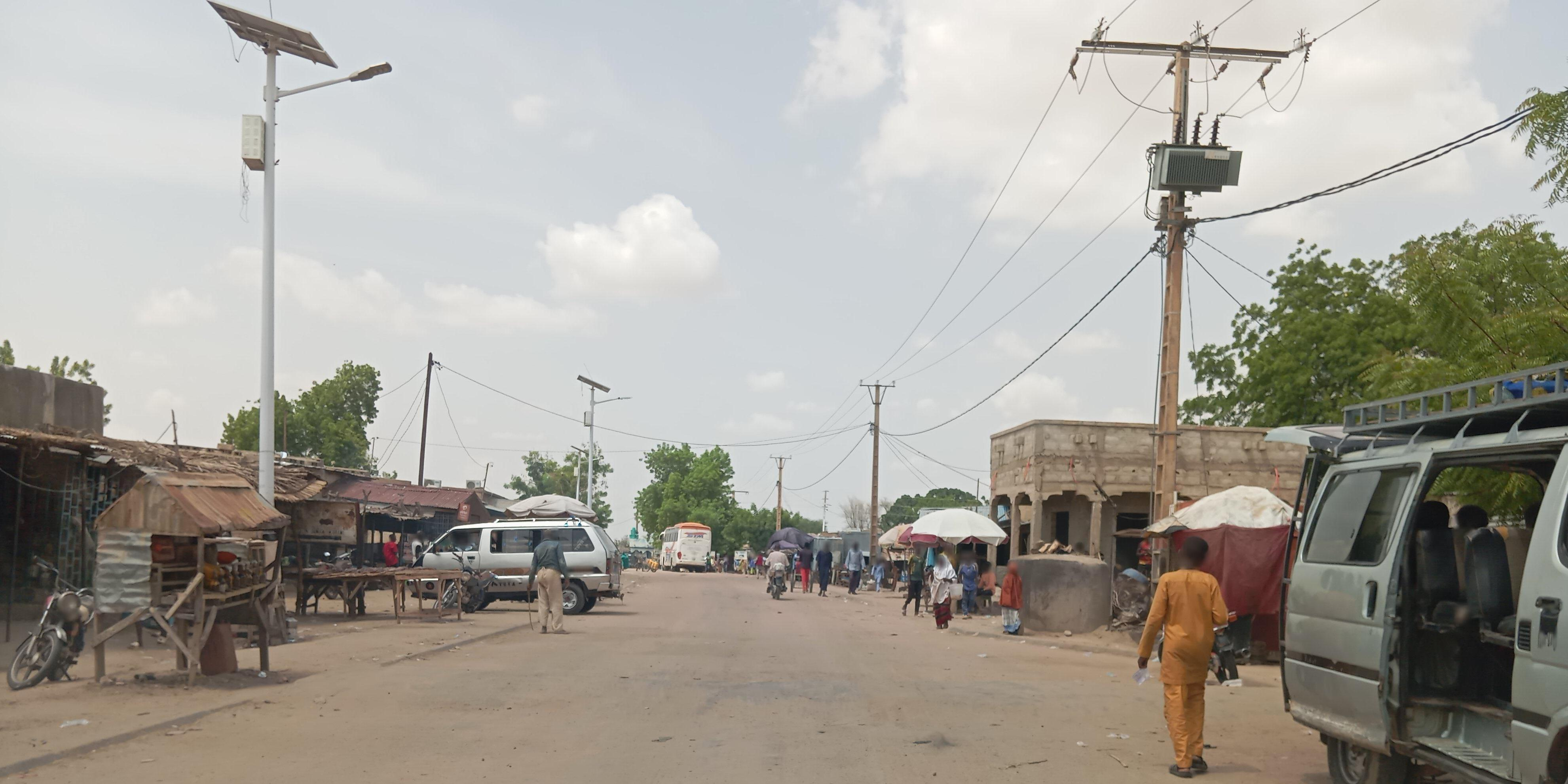
Straßenszene in Gazaoua (2024)

Bei der Volkszählung 2012 hatte die Landgemeinde 108.606 Einwohner, die in 14.121 Haushalten lebten. Bei der Volkszählung 2001 betrug die Einwohnerzahl 80.107 in 11.102 Haushalten.
Im Hauptort lebten bei der Volkszählung 2012 14.674 Einwohner in 2022 Haushalten, bei der Volkszählung 2001 9705 in 1347 Haushalten und bei der Volkszählung 1988 6311 in 1062 Haushalten. Bei der Volkszählung 1977 waren es 3538 Einwohner.
In ethnischer Hinsicht ist die Gemeinde ein Siedlungsgebiet von Azna, Katsinawa, Fulbe und Tuareg. Gazaoua ist ein traditionelles Zentrum der Azna.

## Politik
Der Gemeinderat (conseil municipal) hat 25 gewählte Mitglieder. Mit den Kommunalwahlen 2020 sind die Sitze im Gemeinderat wie folgt verteilt: 8 PNDS-Tarayya, 5 CPR-Inganci, 4 RDP-Jama’a, 3 RPD-Bazara, 2 ADEN-Karkara, 1 MDEN-Falala, 1 MODEN-FA Lumana Africa und 1 RDR-Tchanji.
Jeweils ein traditioneller Ortsvorsteher (chef traditionnel) steht an der Spitze von 54 Dörfern in der Gemeinde.

## Wirtschaft und Infrastruktur

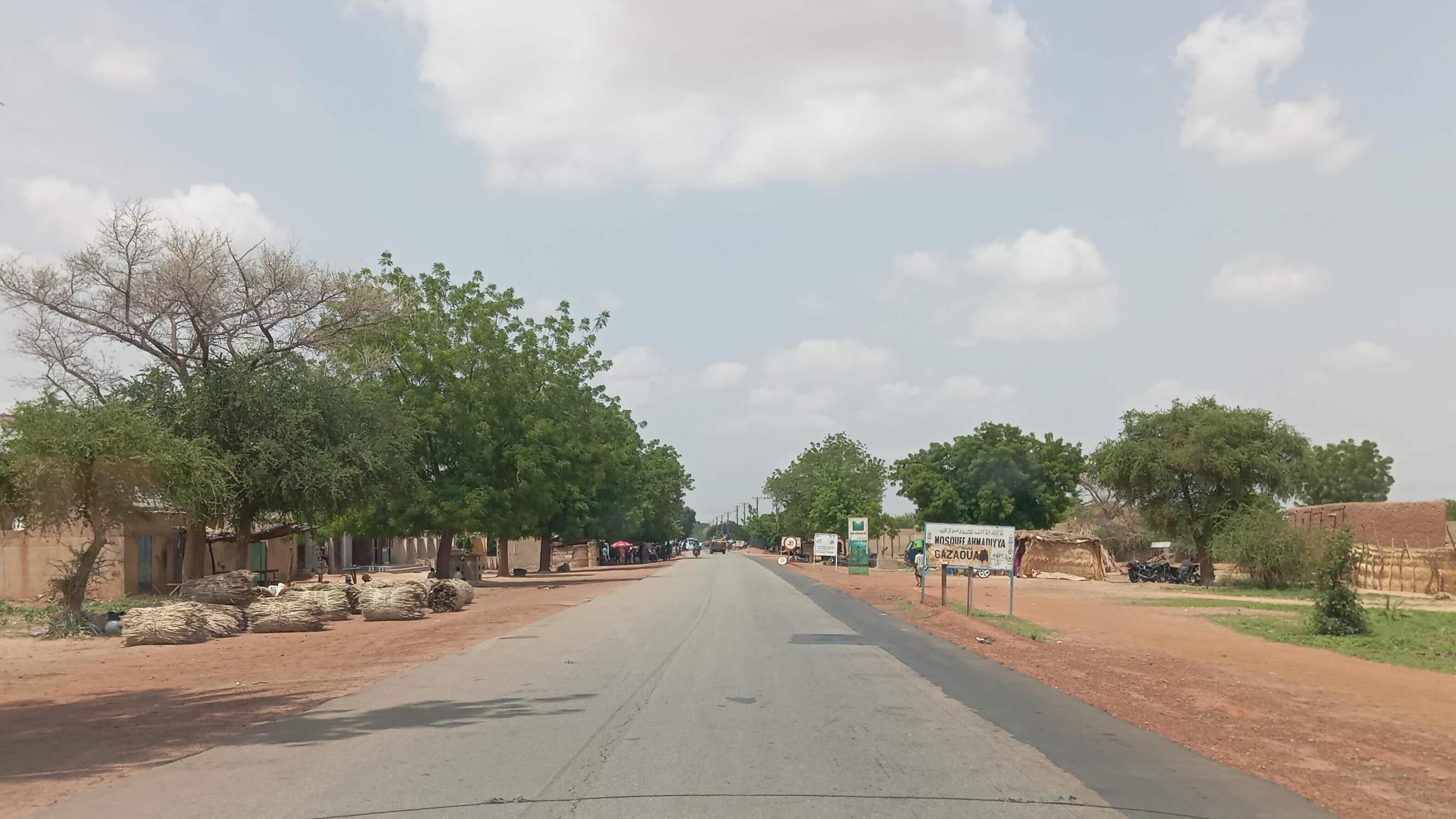
Ortstafel von Gazaoua an der Nationalstraße 1 (2024)

Die Gemeinde liegt am Übergang der Zone des Regenfeldbaus des Nordens zur Zone der Bewässerungsfeldwirtschaft des Südens. Die Märkte im Hauptort und im Dorf Madobi sind bedeutend für den Zwischenhandel von landwirtschaftlichen Erzeugnissen und Vieh und darin vergleichbar den benachbarten Märkten von Baoudetta, Koona und Maïjirgui. Hier werden die auf Lokalmärkten wie jenem in Toki erworbenen Waren weiter in die Märkte der Großstädte Agadez, Arlit und Niamey verkauft. Das staatliche Versorgungszentrum für landwirtschaftliche Betriebsmittel und Materialien (CAIMA) unterhält eine Verkaufsstelle im Hauptort. Die Niederschlagsmessstation im Hauptort liegt auf 350 m Höhe und wurde 1954 in Betrieb genommen.
Gesundheitszentren des Typs Centre de Santé Intégré (CSI) sind im Hauptort sowie in den Siedlungen Aïkawa, Birnin Guéza, Bougouzawa und Madobi vorhanden. Die Gesundheitszentren im Hauptort und in Madobi verfügen jeweils über ein eigenes Labor und eine Entbindungsstation. Der CEG Gazaoua, der CEG Aïkawa und der CEG Madobi sind allgemein bildende Schulen der Sekundarstufe des Typs Collège d’Enseignement Général (CEG). Beim Collège d’Enseignement Technique de Gazaoua (CET Gazaoua) handelt es sich um eine technische Fachschule und beim Centre de Formation aux Métiers de Gazaoua (CFM Gazaoua) um ein Berufsausbildungszentrum.
Durch die Gemeinde verläuft die asphaltierte Nationalstraße 1, die längste Fernstraße Nigers. Im Hauptort zweigt die Nationalstraße 20 ab, die zur Staatsgrenze mit Nigeria führt. Die Landstraße RR4-005 verbindet die Dörfer Maïfarou und Gollom.

## Persönlichkeiten
- Mahamane Bakabé (* 1947), Filmregisseur
- Annou Mahaman (* 1944), Politiker
- Oumarou Neïno (1943–2010), Schauspieler
- Yahouza Sadissou (* 1966), Journalist und Politiker